# メディア (企業)
株式会社メディアは、かつて東京都に本社を置いていた電気通信事業者であり、マイライン加入事業者である。USENグループ。
2007年10月1日に、同じUSEN系（当時）のUCOM（初代法人）に吸収合併されて消滅した。

## 概要
かつては、携帯電話からの国際電話サービスを手がけ、会社消滅時にはIP電話とマイラインサービスの2本柱が主力事業であった。

## 沿革
- 2000年12月15日 - 設立
- 2002年1月30日 - 事業開始
- 2004年8月 - USENの連結子会社化
- 2007年10月1日 - UCOM（初代）に吸収合併

## 会社消滅時までのサービス内容

### IP電話
これらは、法人向け事業として行っていた。
- Full-IP パッケージ
- Gateway パッケージ
- FTフォン（フォーバルに網を提供）

### マイラインサービス
事業者識別番号は0060だった。この他0050も割り当てられていた。この識別番号は、2代目UCOMを経て、2014年2月より、アルテリア・ネットワークス（丸紅アクセスソリューションズが、2代目UCOMを吸収合併し、商号変更）が継承している。
- 6円電話
- 国際電話
- ロクゼロ携帯（NTT東西の加入電話から携帯電話にかける際に0060を付加してかけるサービス）

#### 提供エリア
提供エリアが限られていたため利用には注意が必要だった。
- 北海道（道央から日高地区にかけての一部地域のみ）
- 宮城
- 茨城
- 群馬
- 栃木
- 東京
- 千葉
- 埼玉
- 神奈川
- 愛知
- 京都
- 兵庫
- 大阪
- 和歌山
- 滋賀
- 奈良
- 広島（大竹市、廿日市市（大野下灘及び大野鳴川に限る）を除く）
- 福岡（豊前市、築上郡（新吉富町、大平村及び吉富町に限る）を除く）

- 提供エリア